# Canephora furva
Canephora furva är en fjärilsart som beskrevs av Moritz Balthasar Borkhausen 1790. Canephora furva ingår i släktet Canephora och familjen säckspinnare. Inga underarter finns listade i Catalogue of Life.